# Rachid Azzouzi
Rachid Azzouzi (* 10. Januar 1971 in Fès) ist ein ehemaliger marokkanischer Fußballspieler und heutiger -funktionär. Er ist ab August 2025 als Geschäftsführer Sport bei Alemannia Aachen tätig.

## Kindheit
Rachid Azzouzi kam 1971 in Fès in Marokko zur Welt. Er zog als Kind mit seiner Familie nach Deutschland und wuchs im Rheinland auf.

## Karriere als Spieler
Azzouzi spielte in der Jugend für Hertha Mariadorf und Alemannia Mariadorf. Im Jahre 1988 wechselte er zum 1. FC Köln. Von 1989 bis 1995 war er für den MSV Duisburg aktiv; danach für zwei Jahre bei Fortuna Köln. Er kam 1997 schließlich zur SpVgg Greuther Fürth, bei der er 2004 seine aktive Karriere beendete. Zuvor hatte er noch ein halbes Jahr in China gespielt.
Insgesamt bestritt er 260 Zweitligaspiele, in denen er 30 Tore erzielte. In seinen 64 Bundesligaspielen für den MSV Duisburg traf er dreimal.
In der Saison 2004/05 war er Trainer der Fürther U-17-Jugendmannschaft und stieg mit der Mannschaft aus der B-Jugend-Regionalliga ab.
Azzouzi spielte für die marokkanische Nationalmannschaft, unter anderem bei den Weltmeisterschaften 1994 und 1998 und bei den Olympischen Sommerspielen 1992.

## Karriere als Manager
Von 2005 bis 2007 war Azzouzi Assistent der Geschäftsführung bei der SpVgg Greuther Fürth; danach wurde er Team-Manager (2007/08) und Sportmanager (2008 bis 2012). Zur Saison 2012/13 wurde er Sportdirektor beim FC St. Pauli. Am 16. Dezember 2014 wurde er beurlaubt. Am 10. Juni 2015 unterschrieb er einen Zweijahresvertrag als Sportdirektor bei Fortuna Düsseldorf. Diese Zusammenarbeit endete aber bereits nach knapp einem Jahr, am 25. Mai 2016.
Am 22. November 2017 kehrte Azzouzi zur SpVgg Greuther Fürth als Sportdirektor zurück.
Nach der Niederlage gegen Nürnberg am 9. Spieltag der Saison 2024/2025 wurde er sowie Trainer Zorniger im Oktober 2024 freigestellt.
Zum 1. August 2025 wird er Geschäftsführer Sport bei Alemannia Aachen.